# 9月20日 (旧暦)
旧暦9月20日（きゅうれきくがつはつか）は旧暦9月の20日目である。六曜は仏滅である。

## できごと
- 建光元年（ユリウス暦121年10月19日） - 許慎による中国最古の字典『説文解字』が後漢の安帝に献上される
- 文治3年（ユリウス暦1187年10月23日） - 藤原俊成が『千載和歌集』を後白河法皇に撰進
- 元徳3年/元弘元年（ユリウス暦1331年10月22日） - 北朝の光厳天皇が即位
- 文和2年/正平8年（ユリウス暦1353年10月17日） - 足利尊氏が後光厳天皇を奉じて入京
- 明治元年（グレゴリオ暦1868年11月4日） - 明治天皇が京都を出発し東京へ向かう

## 誕生日
- 天文4年（ユリウス暦1535年10月16日） - 丹羽長秀、武将（+ 1585年）
- 嘉永5年（グレゴリオ暦1852年11月1日） - 本因坊秀栄、囲碁棋士（+ 1907年）

## 忌日
- 元亀元年（ユリウス暦1570年10月19日） - 森可成、武将（* 1523年）
- 慶長10年（グレゴリオ暦1605年11月1日） - 山内一豊、初代土佐藩主（* 1546年）
- 承応3年（グレゴリオ暦1654年10月30日） - 後光明天皇、110代天皇（* 1633年）
- 享保15年（グレゴリオ暦1730年10月31日） - 中甚兵衛、河内国今米村の庄屋・大和川の付け替え工事に尽力（* 1639年）
- 文化3年（グレゴリオ暦1806年10月31日） - 喜多川歌麿、浮世絵師（* 1753年）